# HD 143361
HD 143361 é uma estrela na constelação de Norma. Tem uma magnitude aparente visual de 9,16, não sendo visível a olho nu. De acordo com dados de paralaxe, do segundo lançamento do catálogo Gaia, está localizada a uma distância de 224 anos-luz (68,7 parsecs) da Terra.

## Características
Esta estrela é classificada com um tipo espectral de G6V, indicando que é uma estrela de classe G da sequência principal, sendo similar ao Sol porém um pouco menor e menos brilhante. Sua massa é estimada em 95% da massa solar. Com um raio de 99% do raio solar, esta estrela está irradiando 81% da luminosidade solar de sua fotosfera a uma temperatura efetiva de 5 500 K. HD 143361 possui um baixo nível de atividade cromosférica e é rica em metais (elementos mais pesados que hélio), com uma concentração de ferro 66% superior à solar.
HD 143361 pode formar um par de movimento próprio comum com uma anã vermelha de tipo espectral M6-M6.5 localizada a uma separação de 33,7 minutos de arco, correspondendo a uma separação mínima de 120 000 UA. Com base em sua luminosidade, essa estrela parece estar a uma distância de 63–68 parsecs. Essa estrela está presente no segundo lançamento do catálogo Gaia, possuindo uma paralaxe de 10,5737 ± 0,3635 mas, o que significa que ela está bem mais longe a uma distância de 95 ± 3 parsecs.

## Sistema planetário
Em 2009, foi publicada a descoberta de um planeta extrassolar massivo orbitando HD 143361, detectado por espectroscopia Doppler a partir de observações pelo espectrógrafo MIKE, montado no Telescópio Magalhães II, que mediu as variações na velocidade radial da estrela causadas pela órbita do planeta. No mesmo ano, a descoberta foi confirmada independentemente por dados do espectrógrafo HARPS. A estrela continuou sendo monitorada para refinar a órbita desse planeta e achar outros possíveis corpos, e em 2017 foi publicada uma solução orbital atualizada, que usa 80 dados de velocidade radial dos espectrógrafos MIKE, HARPS e CORALIE.
O planeta, HD 143361 b, é um gigante gasoso com uma massa mínima de 3,5 vezes a massa de Júpiter. Está separado da estrela por 2,0 UA (duas vezes a distância entre a Terra e o Sol), levando 1046 dias para completar uma órbita. Não há evidências para um segundo planeta no sistema.
| Planeta | Massa           | Semieixo maior (UA) | Período orbital (dias) | Excentricidade |
| ------- | --------------- | ------------------- | ---------------------- | -------------- |
| b       | >3,48 ± 0,24 MJ | 1,98 ± 0,07         | 1046,2 ± 3,2           | 0,193 ± 0,015  |